# Conus taurinensis
Espèce
Conus taurinensis est une espèce fossile de mollusques gastéropodes marins de la famille des Conidae.

## Taxonomie

### Publication originale
L'espèce Conus taurinensis a été décrite pour la première fois en 1840 par les malacologistes italiens Luigi Maria Bellardi et Giovanni Michelotti dans « Memorie della Reale Accademia delle Scienze di Torino »,.